# المنشق (فلم)
المُنشق (بالإنجليزية: The Dissident) هو فيلم وثائقي أمريكي صدر في 24 يناير 2020 وقام بإخراجه المُخرج الأمريكي برايان فوغل. يدور الفيلم حول قضية اغتيال الصحفي السعودي جمال خاشقجي في القنصلية السعودية في إسطنبول في تركيا، وجهود المملكة العربية السعودية للسيطرة على المُعارضة الدولية وعلى تبعات هذه القضية. محور الفيلم الوثائقي هو قصة الناشط السعودي ومدون الفيديو عمر عبد العزيز. عُرض الفيلم لأول مرة في مهرجان صندانس السينمائي في 24 يناير 2020.

## الاستقبال النقدي
خلال مراجعته للفيلم على مجلة فارايتي" الأسبوعية الأمريكية، وصف أوين غليبرمان الفيلم بأنه «فيلم إثارة لافت للنظر يجمع بين الفساد والتستر والشجاعة في العالم الحقيقي».

## روابط خارجية
مقالات تستعمل روابط فنية بلا صلة مع ويكي بيانات

- The Dissident  في قاعدة بيانات الأفلام على الإنترنت (بالإنجليزية)
- المنشق (فلم) في روتن توميتوز.